# FC Spandau 06
Der FC Spandau 06 ist ein deutscher Fußballverein aus Berlin. Seine Heimspiele trägt der Verein auf dem Sportplatz Ziegelhof aus, welcher Platz für 3.000 Zuschauer bietet.

## Geschichte
Der FC Spandau 06 wurde am 6. Juni 1906 als SC Britannia 06 Spandau gegründet. Nachdem sich 1911 der neu gegründete Verein Konkordia Spandau angeschlossen hatte, erfolgte 1919 eine Fusion mit Borussia 1916 Spandau.  1921 eine Fusion mit SC Hertha Spandau und neuer Vereinsname: Spandauer BC 06.

SBC Logo

Auf sportlicher Ebene scheiterte der SBC im Jahr 1933 in den Qualifikationsspielen zur Gauliga Berlin-Brandenburg am 1. FC Guben sowie Polizei SV Berlin und spielte bis Kriegsende nur zweitklassig. Nach 1945 wurde der Verein aufgelöst und als SG Spandau-Wilhelmstadt neu gegründet. 1949 kehrten die Berliner zum historischen Namen Spandauer BC 06 zurück. Der Spandauer BC spielte bis 1991 fast ausnahmslos in der Amateurliga Berlin sowie in der Oberliga Berlin, eine Teilnahme an der bis 1974 bestehenden Regionalliga Berlin gelang dem Verein nicht.
1991 wurde der SBC in die neu geschaffene Oberliga Nordost eingegliedert. Die dritthöchste deutsche Spielklasse hielt Spandau nur zwei Spielzeiten und stieg 1993 mit dem Frankfurter FC Viktoria und Motor Eberswalde in die Verbandsliga Berlin ab. Am 1. Juli 2003 fusionierte der Spandauer BC 06 mit dem 1. FC Spandau zum FC Spandau 06. Der 1. FC Spandau war 1997 auf Initiative des langjährigen Bezirksbürgermeisters Werner Salomon mit der Intention gegründet worden, Spandaus Fußballkräfte einschließlich der großen Rivalen Spandauer BC 06 und Spandauer SV zu bündeln. Dieser Gedanke entfaltete jedoch keine Kraft und erst zur Saison 2001/02 konnte überhaupt eine Mannschaft zum Spielbetrieb angemeldet werden – nach Beitritt des SC Ruhleben zum bis dahin nur auf dem Papier stehenden 1. FC Spandau.
Nach zwischenzeitlich zwei Abstiegen in den Jahren 1998 und 2001 in die Landesliga agierte der FC Spandau 06 bis 2011 in der sechstklassigen Berlin-Liga. Als Tabellensechzehnter stieg die Mannschaft jedoch erneut in der Saison 2010/11 in die Landesliga ab. 2013 musste der Verein sogar in den Gang in die Bezirksliga antreten.
In der Saison 2015/16 schaffte man den Wiederaufstieg in die Landesliga. Nur zwei Jahre später, in der Saison 2017/18, verpasste der Verein am letzten Spieltag den Aufstieg in die Berlin-Liga. Auch in der Saison 2022/23 verpasste der Verein in der Relegation knapp den Aufstieg in die Berlin-Liga. In der Folgesaison 2023/24 erfolgte allerdings der Abstieg in die Bezirksliga.
Zur Saison 2024/2025 übernahm Thomas Häßler den Posten des Cheftrainers.

## Statistik
- Teilnahme Oberliga Nordost: 1991/92, 1992/93
- Qualifikation Gauliga Berlin-Brandenburg: 1933/34
- Ewige Tabelle der Berlin-Liga: 15. Platz

## Personen
- Gerd Achterberg (1940–2025), Spieler und Trainer
- Andreas Biermann (1980–2014), Spieler von 2011 bis 2012
- Oliver Glöden (* 1978), Spieler von 1997 bis 1998
- Thomas Häßler (* 1966), Trainer seit 2024
- Marvin Knoll (* 1990), Jugendspieler
- Oliver Schröder (* 1980), Spieler von 1996 bis 1998